# Afrophthalma aethiopica
Afrophthalma aethiopica es un coleóptero de la familia Chrysomelidae.
Fue descrita científicamente por primera vez en 2006 por Medvedev.